# Adiantum membranifolium
Adiantum membranifolium är en kantbräkenväxtart som beskrevs av S.Linds. och Suksathan. Adiantum membranifolium ingår i släktet Adiantum och familjen Pteridaceae. Inga underarter finns listade.